# Кульчин (Ковельський район)
Кульчи́н — село в Україні, у Ковельському районі Волинської області. Входить до складу Турійської селищної громади. Населення становить 532 осіб.

## Історія села
Перша писемна згадка про Кульчин припадає на 1508 рік. В цей час воно належало Богдану Івашкевичу.
У 18 столітті Кульчин належав підляському воєводі Йосипу Оссолінському.
У 1896 році населення Кульчина становило 292 чоловік (з них 146 жінок).
У 19 — на початку 20 століття село входило до складу Турійської волості Ковельського повіту Волинської губернії.
Ще з кінця 19 століття в селі існувала церковно-парафіяльна школа, навчання в якій проводили російською мовою.
У «Списку населених місць Волинської губернії» за 1906 рік вказується, що в Кульчині нараховувалося 49 дворів і 317 жителів.
У травні 1915 року після прориву російського фронту в районі Тарнів — Горлиці австрійські та німецькі війська стали просуватись на схід. Російська армія, відступаючи, примусила жителів Кульчина евакуюватись в Курську, Катеринославську та інші губернії, а частину села спалила.
У 1920 році Кульчин окупували польські війська. За Ризьким мирним договором 1921 року Кульчин відійшов до складу Польщі і був у її складі до вересня 1939 року. В 1921 році в селі було 45 дворів та 214 жителів.
До Другої світової війни в селі було дві вулиці, які простягались із заходу на схід паралельно річці Турії.
У вересні 1939 року  Кульчин окупувала Червона армія, почалась радянізація.
Під час Німецько-радянської війни нацисти вивезли до Німеччини 16 чоловік, знищили 131 житловий будинок, 203 господарчі будівлі. На фронтах в складі Збройних сил СРСР загинули 32 жителі Кульчина.
Після Другої світової війни почалась радянська відбудова.
У 1947 році був створений колгосп.
12 червня 2020 року, відповідно до розпорядження Кабінету Міністрів України № 708-р «Про визначення адміністративних центрів та затвердження територій територіальних громад Волинської області», увійшло до складу Турійської селищної територіальної громади.

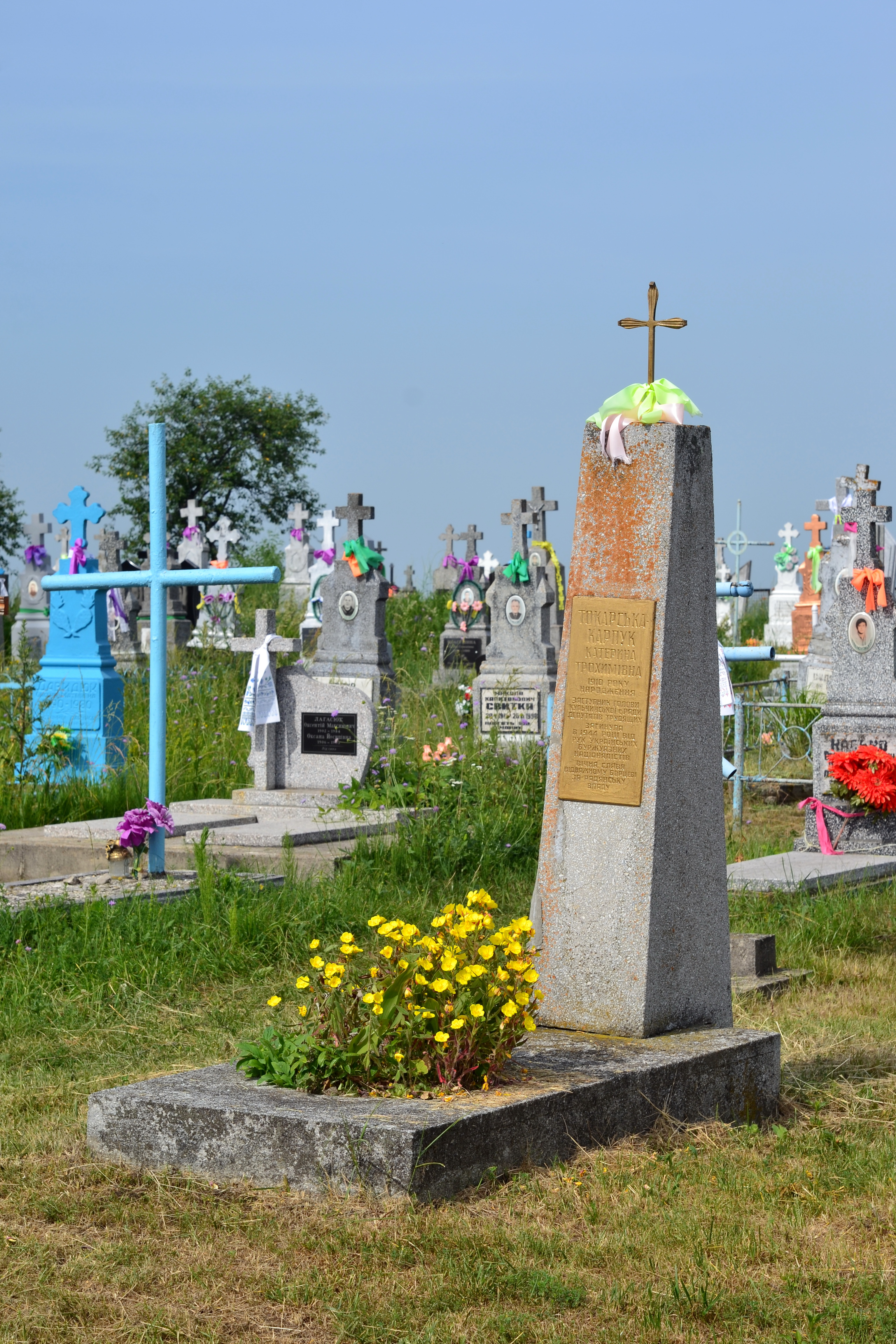
Могила Токарської-Карпук К. Т. (на кладовищі)

19 липня 2020 року, в результаті адміністративно-територіальної реформи та ліквідації  Турійського району, село увійшло до новоутвореного Ковельського району. 

## Населення
Згідно з переписом УРСР 1989 року чисельність наявного населення села становила 494 особи, з яких 233 чоловіки та 261 жінка.
За переписом населення України 2001 року в селі мешкали 523 особи.

### Мова
Розподіл населення за рідною мовою за даними перепису 2001 року:
| Мова       | Відсоток |
| ---------- | -------- |
| українська | 98,87 %  |
| російська  | 0,75 %   |
| білоруська | 0,38 %   |

## Пам'ятки
- Лісовий заказник місцевого значення «Кульчинська соснина»